# Geoff Ryman
Pour les articles homonymes, voir Ryman.
Œuvres principales
- Air

Geoffrey Charles Ryman, né le 9 mai 1951, est un écrivain canadien, auteur de science-fiction, de fantasy et de littérature générale.

## Romans
- (en) The Unconquered Country, 1984
- (en) The Warrior Who Carried Life, 1985
- (en) The Child Garden, 1989
- (en) Was..., 1992
- (en) 253, or Tube Theatre, 1998
- (en) Lust, 2001
- (en) Air: Or, Have not Have, 2005
- (en) The King's Last Song, 2006
- (en) Him, 2023
- (en) Animals, 2025

## Recueils de nouvelles
- (en) Unconquered countries: Four novellas, 1994
- (en) Paradise Tales, 2011

## Récompenses
- Prix British Science Fiction de la meilleure fiction courte 1984 pour The Unconquered Country
- Prix World Fantasy de la meilleure nouvelle 1984 pour The Unconquered Country
- Prix Arthur-C.-Clarke 1990 pour The Child Garden
- Prix John-Wood-Campbell Memorial 1990 pour The Child Garden
- Prix Philip-K.-Dick 1999 pour 253
- Prix British Science Fiction du meilleur roman 2005 pour Air
- Prix Arthur-C.-Clarke 2005 pour Air
- Prix James Tiptree, Jr. 2005 pour Air
- Prix Nebula de la meilleure nouvelle longue 2011 pour Ce que nous avons trouvé